# Maybe He'll Know
Maybe He'll Know è un singolo della cantante statunitense Cyndi Lauper, pubblicato nel 1987 ed estratto solo in Europa dall'album True Colors.
Si tratta del rifacimento di un brano del gruppo musicale di cui faceva parte Cyndi Lauper, ossia dei Blue Angel. La versione originale della canzone è presente tra l'altro nel film 200 Cigarettes.

## Tracce
- 7"

1. Maybe He'll Know (Remix) – 3:44
2. Time After Time – 3:59